# Island Days
Island Days (яп. アイランドデイズ) — визуальный роман в жанре tower defense, разработанный Klon совместно с 0verflow для Nintendo 3DS. Это спин-офф игры School Days, который был выпущен в Японии 3 июля 2014 года.

## Игровой процесс
Игра состоит из двух основных частей: история и битва. История представляет собой типичный визуальный роман, в котором протагонист, Макото, налаживает взаимоотношения с девушками. Битва выполнена в жанре tower defense, где Макото и девушки должны защищать свои запасы еды от диких животных. Персонажи теряют здоровье во время битвы, поэтому надо тщательно выбирать того, кто будет помогать Макото. Как и в большинстве визуальных романов, сюжет может изменяться в зависимости от действий игрока — например, с кем Макото заведёт романтические отношения или кто из персонажей погибнет.

## Сюжет
История разворачивается вокруг Макото Ито, который вместе с несколькими девушками оказывается на необитаемом острове. В ожидании спасения Макото и остальные должны сделать всё возможное для того, чтобы выжить.